# 919 Ilsebill
919 Ilsebill eller 1918 EQ är en asteroid i huvudbältet, som upptäcktes 30 oktober 1918 av den tyske astronomen Max Wolf. Den är uppkallad efter en karaktär i Bröderna Grimms Von dem Fischer un syner Fru.
Asteroiden har en diameter på ungefär 33 kilometer.